# Lagenanthus princeps
Lagenanthus princeps är en gentianaväxtart som först beskrevs av John Lindley, och fick sitt nu gällande namn av Ernest Friedrich Gilg. Lagenanthus princeps ingår i släktet Lagenanthus och familjen gentianaväxter. Inga underarter finns listade i Catalogue of Life.